# Miles Scotson
Miles Scotson (Campbelltown, 18 januari 1994) is een Australisch weg- en voormalig baanwielrenner die anno 2024 rijdt voor Arkéa-B&B Hotels. Zijn jongere broer Callum is ook wielrenner.

## Baanwielrennen

### Palmares
| Jaar     | AK                                         | OK                                                              | WK                   | Overig                               |
| Junioren | Junioren                                   | Junioren                                                        | Junioren             | Junioren                             |
| -------- | ------------------------------------------ | --------------------------------------------------------------- | -------------------- | ------------------------------------ |
| 2011     | Puntenkoers                                |                                                                 |                      |                                      |
| 2012     | Ploegenachtervolging · Ploegkoers          |                                                                 | Ploegenachtervolging |                                      |
| Elite    |                                            |                                                                 |                      |                                      |
| 2012     |                                            | Ploegenachtervolging · Ploegkoers                               |                      |                                      |
| 2013     | Ploegenachtervolging · Ploegkoers · Omnium | Ploegkoers · Achtervolging · Ploegenachtervolging · Puntenkoers |                      |                                      |
| 2014     | Omnium                                     | Ploegkoers · Achtervolging                                      |                      | WB Guadalajara: Ploegenachtervolging |
| 2015     | Ploegenachtervolging                       |                                                                 | Ploegenachtervolging |                                      |
| 2016     | Ploegenachtervolging · Achtervolging       |                                                                 | Ploegenachtervolging | WB Hongkong: Ploegenachtervolging    |

## Wegwielrennen

### Overwinningen
2015
 Australisch kampioen tijdrijden, Beloften
 Australisch kampioen op de weg, Beloften
2016
3e etappe deel A Olympia's Tour
2017
 Australisch kampioen op de weg, Elite
2019
Jongerenklassement Ronde van Poitou-Charentes in Nouvelle-Aquitaine
2021
1e etappe Ronde van Valencia

### Resultaten in voornaamste wedstrijden
| Jaar | Ronde van Italië | Ronde van Frankrijk | Ronde van Spanje |
| ---- | ---------------- | ------------------- | ---------------- |
| 2017 |                  |                     |                  |
| 2018 |                  |                     |                  |
| 2019 | 138e             |                     |                  |
| 2020 | 113e             |                     |                  |
| 2021 |                  | opgave              |                  |
| 2022 | 127e             |                     | 109e             |
| 2023 |                  |                     |                  |
| 2024 |                  |                     |                  |
| 2025 |                  |                     |                  |

| Jaar | Milaan-San Remo | Gent-Wevelgem | Ronde van Vlaanderen | Parijs-Roubaix | Clásica San Sebastián |  | WK op de weg |  | Wereldranglijsten |
| ---- | --------------- | ------------- | -------------------- | -------------- | --------------------- |  | ------------ |  | ----------------- |
| 2017 | 178e            |               |                      | 56e            |                       |  |              |  | 418e (UWT)        |
| 2018 |                 |               |                      |                | 70e                   |  |              |  |                   |
| 2019 |                 | opgave        |                      |                |                       |  |              |  |                   |
| 2020 |                 |               |                      |                |                       |  |              |  |                   |
| 2021 | 110e            |               |                      |                |                       |  | opgave       |  |                   |
| 2022 | 149e            |               |                      |                |                       |  |              |  |                   |
| 2023 | 144e            |               |                      | 56e            |                       |  |              |  |                   |
| 2024 | 146e            | opgave        | opgave               | 105e           |                       |  |              |  |                   |
| 2025 |                 | opgave        | opgave               | 112e           |                       |  |              |  |                   |

## Ploegen
- 2016 –  Team Illuminate (vanaf 1-5)
- 2016 –  Wanty-Groupe Gobert (stagiair vanaf 11-8)
- 2017 –  BMC Racing Team
- 2018 –  BMC Racing Team
- 2019 –  Groupama-FDJ
- 2020 –  Groupama-FDJ
- 2021 –  Groupama-FDJ
- 2022 –  Groupama-FDJ
- 2023 –  Groupama-FDJ
- 2024 –  Arkéa-B&B Hotels
- 2025 –  Arkéa-B&B Hotels

Bohli · Bookwalter · Caruso · De Marchi · Dennis · Dillier · Drucker · Elmiger · Frankiny · Gerts · Hermans · Küng · Moinard · Oss · Porte · Quinziato · Roche · Rosskopf · Sánchez · Schär · Scotson · Senni · Teuns · Van Avermaet  · van Garderen · Van Hooydonck · Ventoso · Vliegen · Wyss · Müller (stagiair) · Welten (stagiair)
Bettiol · Bevin · Bohli · Bookwalter · Caruso · De Marchi · Dennis   · Drucker · Frankiny · Gerrans · Küng · Porte · Roche · Roelandts · Rosskopf · Schär · Scotson · Teuns · Van Avermaet  · van Garderen · Van Hooydonck · Ventoso · Vliegen · Wyss
Armirail · Bonnet · Delage · Démare · Duchesne · Frankiny · Gaudu · Geniets · Guarnieri · Hoelgaard · Konovalovas · Küng · Ladagnous · Le Gac · Ludvigsson · Madouas · Molard · Morabito · Pinot · Preidler · Reichenbach · Roux · Sarreau · Scotson · Seigle · Sinkeldam · Thomas · Vaugrenard · Vincent · Brunel (stagiair) · Jerman (stagiair) · Louvel (stagiair)
Armirail · Bonnet · Brunel · Delage · Démare · Duchesne · Frankiny · Gaudu · Geniets · Guarnieri · Gugliemi · Konovalovas · Küng   · Ladagnous · Le Gac · Lienhard · Ludvigsson · Madouas · Molard · Pinot · Reichenbach · Roux · Sarreau · Scotson · Seigle · Sinkeldam · Thomas · Vincent · Davy (stagiair) · Stewart (stagiair)
Armirail · Badilatti · van den Berg · Bonnet · Brunel · Davy · Delage · Démare · Duchesne · Gaudu · Geniets · Guarnieri · Gugliemi · Konovalovas · Küng     · Ladagnous · Le Gac · Lienhard · Ludvigsson · Madouas · Molard · Pinot · Reichenbach · Roux · Scotson · Seigle · Sinkeldam · Stewart · Thomas · Valter
Armirail · Askey · Badilatti · Davy · Démare · Duchesne · Gaudu · Geniets · Guarnieri · Konovalovas · Küng   · Ladagnous · Le Gac · Lienhard · Ludvigsson · Madouas · Molard · Pacher · Penhoët (vanaf 1/8) · Pinot · Reichenbach · Roux · Scotson · Sinkeldam · Stewart · Storer · Valter · van den Berg · Welten
Armirail · Askey · Davy · Démare (tot 31/7) · Gaudu · Geniets · Germani · Grégoire · Konovalovas · Küng · Ladagnous · Le Gac · Lienhard · Madouas · Martinez · Molard · Pacher · Paleni · Penhoët · Pinot · Pithie · Scotson · Stewart · Storer · Thompson · van den Berg · Watson · Welten
Albanese · Barré · Biermans · Capiot · Champoussin · Costiou · Dekker · Delaplace · Démare · García Pierna · Gesbert · Grondin · Guernalec · Guglielmi · Huys · Le Berre · Ledanois(tot 15/8) · Louvel · McLay · Mozzato · Owsian · Ries · Riou · Rodríguez · Scotson · Sénéchal · Thierry (vanaf 1/9) · Vauquelin · Venturini · Verre
Biermans · Capiot · Costiou · Delaplace · Démare · Epis · García Pierna · Gesbert · Grondin · T. Guernalec · V. Guernalec · Guglielmi · Huys · Le Berre · Lozouet · Mozzato · Ries · Rodríguez · Rouland · Scotson · Sénéchal · Svestad-Bårdseng · Thierry · Tjøtta · Vauquelin · Venturini · Verre